# سیتروئن کارین
سیتروئن کارین یک خودروی مفهومی بود که در سال ۱۹۸۰ در نمایشگاه اتومبیل پاریس توسط سیتروئن معرفی شداین خودرو از طراحی چشمگیر و هرمی برخوردار بود نمای بیرونی خودرو شامل پانل‌های شیشه فلش، و درهای پروانه است. سقف کارین به دلیل شکل هرم کوتاه، فقط به اندازه یک ورق A3 بود. یکی از قابل توجه‌ترین ویژگی‌های داخلی کارین، چیدمان سه صندلی با راننده در وسط دو سرنشین بود.

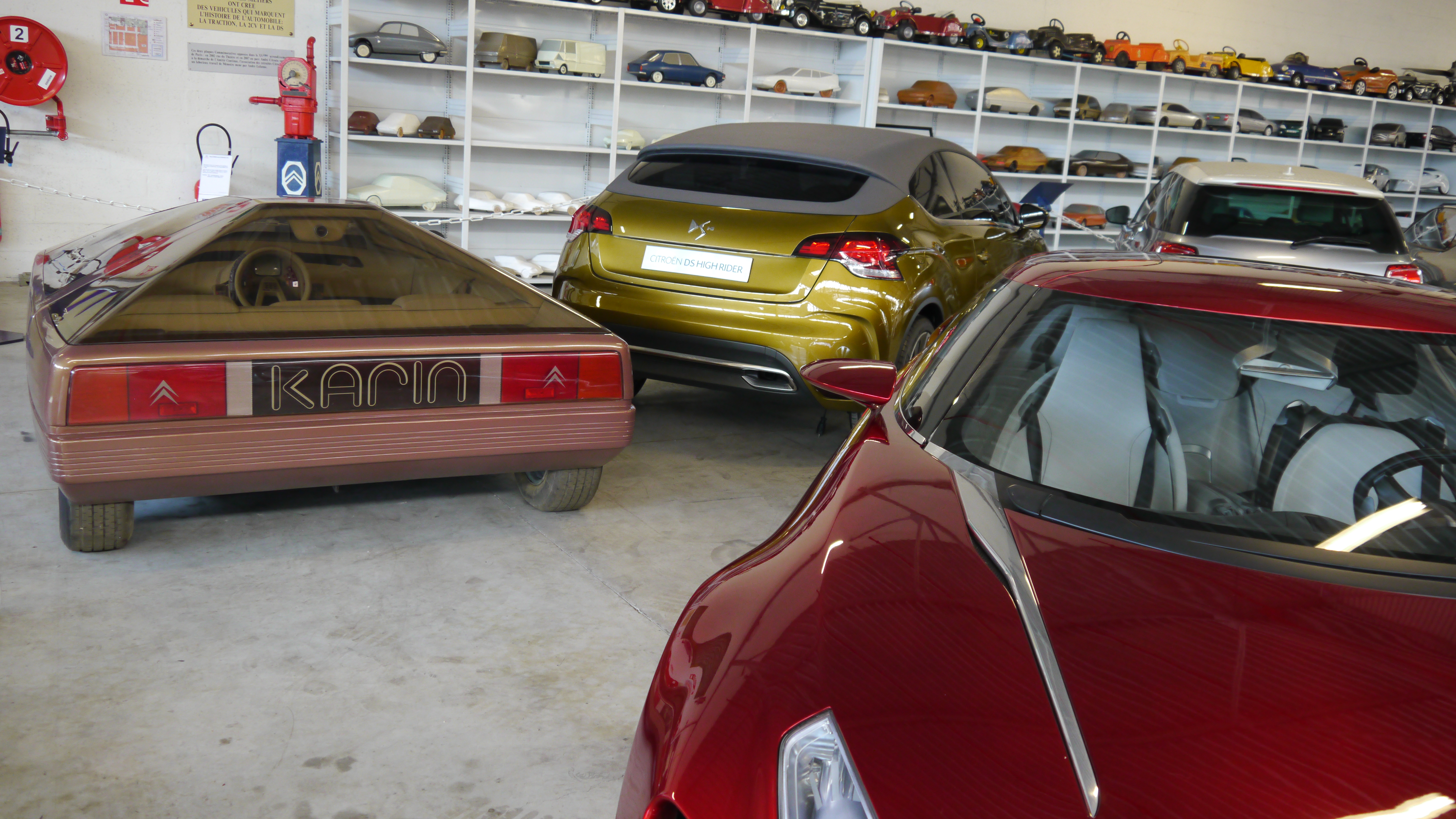
نمای عقب خودرو(سمت چپ تصویر)

## مشخصات فنی
موتور این خودرو ۴ سیلندر و این خودرو موتور جلو و محور جلو است.
سیستم تعلیق این خودرو از نوع هیدروپنوماتیک است که قابلیت تنظیم ارتفاع را به این خودرو می‌دهد.